# Рижик (гриб)
Рижик — назва групи видів грибів роду Хрящ-молочник. Відрізняються загальним жовто-рожевим або оранжево-червоним забарвленням плодових тіл і наявністю соку, який також пофарбований у відтінки червоного кольору. Зустрічаються переважно у хвойних лісах ; їстівні.

## Назва
Рижики отримали свою назву завдяки забарвленню — яскраво-рудому або червоному. Слово «рижик» запозичене деякими неслов'янськими мовами, наприклад, німецькою (нім. Reizker), естонською (ест. riisikas) та угорською (угор. rizike).

## Систематика
За систематикою рижики відносяться до секції Dapetes  або до секції Deliciosi підроду Piperites , до якої належать ще кілька маловідомих видів помаранчевого забарвлення (Lactarius fennoscandicus та інші) та види з синім забарвленням плодових тіл та молочного соку, такі як Lactarius indigo — їстівний гриб, що росте в Америці та Азії.
Деякі види:
- Lactarius deliciosus — Рижик смачний;
- Lactarius deterrimus — Рижик ялиновий;
- Lactarius sanguifluus — Рижик червоний;
- Lactarius semisanguifluus — Рижик сосновий червоний;
- Lactarius japonicus — Рижик японський, або Рижик ялицевий;
- Lactarius salmonicolor — Рижик лососевий, або Рижик альпійський.

## Застосування

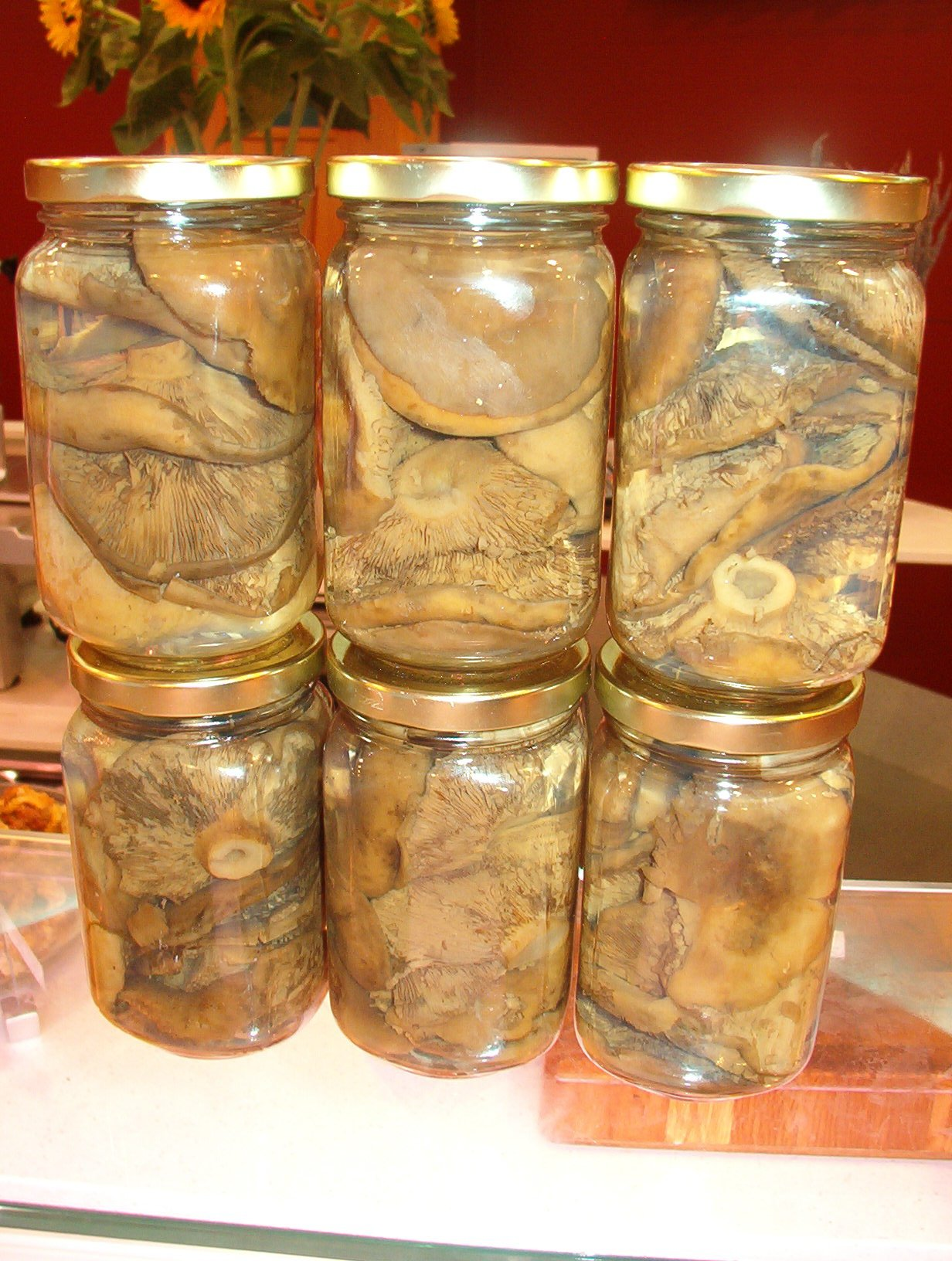
Солоні рижики

Рижики високо цінуються як їстівні гриби у багатьох країнах світу, деякі види вважаються делікатесними. Як правило, вживаються солоними або маринованими, рідше у свіжому вигляді .
Рижики — калорійний та легкозасвоюваний продукт. Вони мають високий вміст амінокислот, вітамінів і заліза .